# Liste der Bodendenkmäler in Ascheberg (Westfalen)
Die Liste der Bodendenkmäler in Ascheberg enthält die denkmalgeschützten unterirdischen baulichen Anlagen, Reste oberirdischer baulicher Anlagen, Zeugnisse tierischen und pflanzlichen Lebens und paläontologischen Reste auf dem Gebiet der Gemeinde Ascheberg im Kreis Coesfeld in Nordrhein-Westfalen (Stand: August 2019). Diese Bodendenkmäler sind in Teil B der Denkmalliste der Gemeinde Ascheberg eingetragen; Grundlage für die Aufnahme ist das Denkmalschutzgesetz Nordrhein-Westfalen (DSchG NRW).
| Bild | Bezeichnung                     | Lage                                  | Beschreibung | Bauzeit | Eingetragen seit | Denkmal- nummer |
| ---- | ------------------------------- | ------------------------------------- | ------------ | ------- | ---------------- | --------------- |
|      | Haselburg                       | Osterbauerschaft                      |              |         | 17.12.1986       | 1               |
|      | Landwehranlage                  | Herbern in Grenzlage zu Nordkirchen   |              |         | 18.10.1991       | 2               |
|      | Landwehranlage                  | Herbern in Grenzlage zu Drensteinfurt |              |         | 18.10.1991       | 3               |
|      | Landwehranlage                  | Herbern im Mosterfeld                 |              |         | 18.10.1991       | 4               |
|      | Burgkapelle der Burg Davensberg | Davensberg                            |              |         | 06.10.1992       | 5 a)            |
|      | Burgkapelle der Burg Davensberg | Davensberg                            |              |         | 18.10.1991       | 5 b)            |
|      | Landwehrteilstück               | Herbern Nordick                       |              |         | 15.02.1993       | 6               |
|      | Landwehrteilstück               | Herbern Nordick                       |              |         | 15.02.1993       | 7               |
|      | Schloss Westerwinkel            | Herbern Horn                          |              |         | 01.08.1995       | 8               |